# Piotr Johansson
 (mars 2023).
 (mars 2023).
Piotr Johansson, né le 28 février 1995 à Gorlice en Pologne, est un footballeur suédois qui joue au poste d'arrière droit au Djurgårdens IF.

## Biographie
Piotr Johansson débute en première division suédoise avec Malmö FF à l'âge de 19 ans le 12 juillet 2014.
Le 29 décembre 2021, Johansson s'engage avec le Djurgårdens IF.